# Campeonato Alagoano 1970
In 1970 werd het 40ste Campeonato Alagoano gespeeld voor voetbalclubs uit de Braziliaanse staat Alagoas. De competitie werd georganiseerd door de Federação Alagoana de Futebol. CRB werd kampioen.

## Eindstand
| Plaats | Club         | Wed. | W  | G | V  | Saldo | Ptn. |
| ------ | ------------ | ---- | -- | - | -- | ----- | ---- |
| 1.     | CRB          | 23   | 16 | 4 | 3  | 45:16 | 36   |
| 2.     | ASA          | 22   | 11 | 6 | 5  | 39:24 | 28   |
| 3.     | CSA          | 21   | 9  | 5 | 7  | 25:13 | 23   |
| 4.     | CSE          | 21   | 6  | 8 | 7  | 25:28 | 20   |
| 5.     | Guarany      | 15   | 4  | 4 | 7  | 8:17  | 12   |
| 6.     | Penedense    | 13   | 3  | 2 | 8  | 7:28  | 8    |
| 7.     | Ferroviário  | 12   | 2  | 3 | 7  | 16:24 | 7    |
| 8.     | São Domingos | 13   | 3  | 0 | 10 | 16:31 | 6    |

|  | Kampioen |

## Kampioen
| Campeonato Alagoano de 1970 |
| Alagoas                     |
| --------------------------- |
| CRB Kampioen (12° titel)    |